# Ronde van Asturië 2015
De 58e editie van de Ronde van Asturië vond in 2015 plaats op 2 en 3 mei. De start was in Oviedo, evenals de finish. De ronde maakte deel uit van de UCI Europe Tour 2015, in de categorie 2.1. Deze editie werd gewonnen door de Spanjaard Igor Antón.

## Deelnemende ploegen
| WorldTour | ProContinentaal        | Continentaal              | Continentaal           |
| --------- | ---------------------- | ------------------------- | ---------------------- |
| Movistar  | Caja Rural-Seguros RGA | Burgos BH                 | Murias Taldea          |
|           | Colombia               | Inteja-MMR                | Lokosphinx             |
|           |                        | Louletano-Ray Just Energy | Rádio Popular-Boavista |
|           |                        | Skydive Dubai             | W52-Quinta da Lixa     |

## Etappe-overzicht
| etappe | datum | start          | finish       | type      | afstand  | winnaar       | klassementsleider |
| ------ | ----- | -------------- | ------------ | --------- | -------- | ------------- | ----------------- |
| 1e     | 2 mei | Oviedo         | Pola de Lena | Heuvelrit | 143,6 km | Igor Antón    | Igor Antón        |
| 2e     | 3 mei | Soto de Ribera | Oviedo       | Heuvelrit | 176 km   | Jesús Herrada | Igor Antón        |

## Etappe-uitslagen

### 1e etappe
| Oviedo – Pola de Lena (143,6 km) |                   |                           |          |
| Plaats                           | Naam              | Ploeg                     | Tijd     |
| Winnaar                          | Igor Antón        | Movistar                  | 4u18'15" |
| 2                                | Amets Txurruka    | Caja Rural-Seguros RGA    | + 14"    |
| 3                                | Jesús Herrada     | Movistar                  | + 29"    |
| 4                                | Marcos García     | Louletano-Ray Just Energy | + 36"    |
| 5                                | Javier Moreno     | Movistar                  | z.t.     |
| 6                                | Garikoitz Bravo   | Murias Taldea             | z.t.     |
| 7                                | David Belda       | Burgos BH                 | z.t.     |
| 8                                | Jevgeni Sjaloenov | Lokosphinx                | + 1' 04" |
| 9                                | Alberto Gallego   | Rádio Popular-Boavista    | z.t.     |
| 10                               | Rodolfo Torres    | Colombia                  | z.t.     |

### 2e etappe
| Soto de Ribera – Oviedo (176 km) |                   |                           |          |
| Plaats                           | Naam              | Ploeg                     | Tijd     |
| Winnaar                          | Jesús Herrada     | Movistar                  | 4u33'51" |
| 2                                | Amets Txurruka    | Caja Rural-Seguros RGA    | z.t.     |
| 3                                | Jon Izagirre      | Movistar                  | z.t.     |
| 4                                | Rubén Fernández   | Movistar                  | z.t.     |
| 5                                | Igor Antón        | Movistar                  | z.t.     |
| 6                                | omar Fraile       | Caja Rural-Seguros RGA    | + 8"     |
| 7                                | Marcos García     | Louletano-Ray Just Energy | + 25"    |
| 8                                | Jevgeni Sjaloenov | Lokosphinx                | z.t.     |
| 9                                | Ángel Madrazo     | Caja Rural-Seguros RGA    | z.t.     |
| 10                               | Francisco Mancebo | Skydive Dubai             | z.t.     |

## Eindklassementen
| Plaats      | Naam                | Ploeg                     | Tijd     |
| ----------- | ------------------- | ------------------------- | -------- |
| Blauwe trui | Igor Antón          | Movistar                  | 8u51'55" |
| 2           | Amets Txurruka      | Caja Rural-Seguros RGA    | z.t.     |
| 3           | Jesús Herrada       | Movistar                  | z.t.     |
| 4           | Marcos García       | Louletano-Ray Just Energy | + 1'11"  |
| 5           | Garikoitz Bravo     | Murias Taldea             | + 1'15"  |
| 6           | Jevgeni Sjaloenov   | Lokosphinx                | + 1'39"  |
| 7           | Rodolfo Torres      | Colombia                  | + 1'43"  |
| 8           | Alberto Gallego     | Rádio Popular-Boavista    | z.t.     |
| 9           | Javier Moreno       | Movistar                  | + 2'48"  |
| 10          | Omar Fraile         | Caja Rural-Seguros RGA    | + 4'01"  |
| 11          | David Belda         | Burgos BH                 | + 5'30"  |
| 12          | David Rodrigues     | Rádio Popular-Boavista    | + 5'47"  |
| 13          | Ricardo Vilela      | Caja Rural-Seguros RGA    | + 5'52"  |
| 14          | José Herrada        | Movistar                  | + 6'32"  |
| 15          | Sandro Silva        | Louletano-Ray Just Energy | + 7'59"  |
| 16          | Hugh Carthy         | Caja Rural-Seguros RGA    | + 8'27"  |
| 17          | Federico Figueiredo | Rádio Popular-Boavista    | + 9'16"  |
| 18          | Delio Fernández     | W52-Quinta da Lixa        | z.t.     |
| 19          | Ángel Madrazo       | Caja Rural-Seguros RGA    | + 10'23" |
| 20          | Sergej Sjilov       | Lokosphinx                | + 10'29" |

| Plaats    | Naam           | Ploeg                  | Punten |
| --------- | -------------- | ---------------------- | ------ |
| Rode trui | Jesús Herrada  | Movistar               | 41     |
| 2         | Amets Txurruka | Caja Rural-Seguros RGA | 40     |
| 3         | Igor Antón     | Movistar               | 37     |

| Plaats      | Naam           | Ploeg                  | Punten |
| ----------- | -------------- | ---------------------- | ------ |
| Groene trui | Rodolfo Torres | Colombia               | 26     |
| 2           | Antonio Molina | Caja Rural-Seguros RGA | 15     |
| 3           | Igor Antón     | Movistar               | 15     |

| Plaats      | Naam                | Ploeg      | Punten |
| ----------- | ------------------- | ---------- | ------ |
| Zwarte trui | Arkimedes Arguelyes | Lokosphinx |        |
| 2           |                     |            |        |
| 3           |                     |            |        |

| Plaats | Ploeg                     | Tijd      |
| ------ | ------------------------- | --------- |
|        | Movistar                  | 26u37'23" |
| 2      | Caja Rural-Seguros RGA    | + 7'21"   |
| 3      | Louletano-Ray Just Energy | + 8'11"   |

## Klassementenverloop
| Etappe       | Winnaar       | Algemeen klassement · | Puntenklassement · | Bergklassement · | Sprintklassement ·  | Ploegenklassement · |
| ------------ | ------------- | --------------------- | ------------------ | ---------------- | ------------------- | ------------------- |
| 1            | Igor Antón    | Igor Antón            | Igor Antón         | Rodolfo Torres   | Jesús del Pino      | Movistar            |
| 2            | Jesús Herrada | Igor Antón            | Jesús Herrada      | Rodolfo Torres   | Arkimedes Arguelyes | Movistar            |
| 0Eindstanden | 0Eindstanden  | Igor Antón            | Jesús Herrada      | Rodolfo Torres   | Arkimedes Arguelyes | Movistar            |

1925 · 1926 · 1927 · 1928 · 1929-1946 · 1947 · 1948 · 1949 · 1950 · 1951 · 1952 · 1953 · 1954 · 1955 · 1956 · 1957 · 1958-1967 · 1968 · 1969 · 1970 · 1971 · 1972 · 1973 · 1974 · 1975 · 1976 · 1977 · 1978 · 1979 · 1980 · 1981 · 1982 · 1983 · 1984 · 1985 · 1986 · 1987 · 1988 · 1989 · 1990 · 1991 · 1992 · 1993 · 1994 · 1995 · 1996 · 1997 · 1998 · 1999 · 2000 · 2001 · 2002 · 2003 · 2004 · 2005 · 2006 · 2007 · 2008 · 2009 · 2010 · 2011 · 2012 · 2013 · 2014 · 2015 · 2016 · 2017 . 2018 · 2019 · 2020 · 2021 · 2022 · 2023 · 2024
Etappewedstrijden

 Ster van Bessèges · 
 Ronde van de Algarve · 
 Ruta del Sol · 
 Ronde van de Haut-Var · 
 Driedaagse van West-Vlaanderen · 
 Internationale Wielerweek · 
 Internationaal Wegcriterium · 
 Driedaagse van De Panne-Koksijde · 
 Ronde van de Sarthe · 
 Ronde van Castilië en León · 
 Ronde van Trentino · 
 Ronde van Kroatië · 
 Ronde van Turkije · 
 Ronde van Yorkshire · 
 Ronde van Asturië · 
 Vierdaagse van Duinkerke · 
 Ronde van Azerbeidzjan · 
 Ronde van Madrid · 
 Ronde van Beieren · 
 Ronde van Picardië · 
 Ronde van Noorwegen · 
 World Ports Classic · 
 Tour des Fjords · 
 Ronde van Estland · 
 Ronde van België · 
 Ronde van Luxemburg · 
 Boucles de la Mayenne · 
 Ster ZLM Toer · 
 Ronde van Slovenië · 
 Route du Sud · 
 Sibiu Cycling Tour · 
 Ronde van Oostenrijk · 
 Ronde van Wallonië · 
 Ronde van Portugal · 
 Ronde van Burgos · 
 Ronde van Denemarken · 
 Ronde van de Ain · 
 Ronde van Tsjechië · 
 Arctic Race of Norway · 
 Ronde van de Limousin · 
 Ronde van Poitou-Charentes · 
 Ronde van Groot-Brittannië · 
 Ronde van Gévaudan Languedoc-Roussillon · 
 Eurométropole Tour
Eendaagse wedstrijden

 Trofeo Santanyí-Ses Salines-Campos · 
 Trofeo Andratx-Mirador d'Es Colomer · 
 Trofeo Serra de Tramuntana · 
 Trofeo Playa de Palma-Palma · 
 GP La Marseillaise · 
 Grote Prijs van de Etruskische Kust · 
 Ronde van Murcia · 
 Clásica de Almería · 
 Trofeo Laigueglia · 
 Omloop Het Nieuwsblad · 
 Classic Sud Ardèche · 
 GP Lugano · 
 La Drôme Classic · 
 Kuurne-Brussel-Kuurne · 
 Le Samyn · 
 Strade Bianche · 
 Ronde van Drenthe · 
 Dwars door Drenthe · 
 Nokere Koerse · 
 GP Nobili Rubinetterie · 
 Handzame Classic · 
 Ronde van Zeeland Seaports · 
 Classic Loire-Atlantique · 
 Grote Prijs van Cholet-Pays de Loire · 
 Dwars door Vlaanderen · 
 Classica Corsica · 
 Route Adélie de Vitré · 
 Grote Prijs Miguel Indurain · 
 Volta Limburg Classic · 
 Ronde van La Rioja · 
 Parijs-Camembert · 
 Scheldeprijs · 
 Klasika Primavera · 
 Brabantse Pijl · 
 GP Denain · 
 Ronde van de Finistère · 
 Tro Bro Léon · 
 La Roue Tourangelle · 
 Ronde van de Apennijnen · 
 Grote Prijs van de Somme · 
 Grote Prijs van Plumelec · 
 ProRace Berlin · 
 Boucles de l'Aulne · 
 GP Kanton Aargau · 
 Ronde van Keulen · 
 Ronde van Limburg · 
 Velothon Wales · 
 Halle-Ingooigem · 
 Trofeo Matteotti · 
 GP Cerami · 
 GP Industria & Artigianato-Larciano · 
 Prueba Villafranca de Ordizia · 
 Ronde van Toscane · 
 Circuito de Getxo · 
 Polynormande · 
 RideLondon Classic · 
 GP Stad Zottegem · 
 Arnhem-Veenendaal Classic · 
 GP Jef Scherens · 
 Druivenkoers Overijse · 
 Schaal Sels · 
 Brussels Cycling Classic · 
 GP Fourmies · 
 Velothon Stockholm · 
 Ronde van de Doubs · 
 Coppa Bernocchi · 
 Coppa Agostoni · 
 GP van Wallonië · 
 Kampioenschap van Vlaanderen · 
 Memorial Marco Pantani · 
 Grote Prijs Impanis-Van Petegem · 
 GP van Isbergues · 
 GP Industria & Commercio di Prato · 
 Omloop van het Houtland · 
 Duo Normand · 
 Ronde van de Drie Valleien · 
 Milaan-Turijn · 
 Ronde van Piemonte · 
 Ronde van het Münsterland · 
 Ronde van de Vendée · 
 Memorial Frank Vandenbroucke · 
 Coppa Sabatini · 
 Parijs-Bourges · 
 Ronde van Emilia · 
 GP Beghelli · 
 Parijs-Tours · 
 Nationale Sluitingsprijs · 
 Chrono des Nations